# Banadaspus

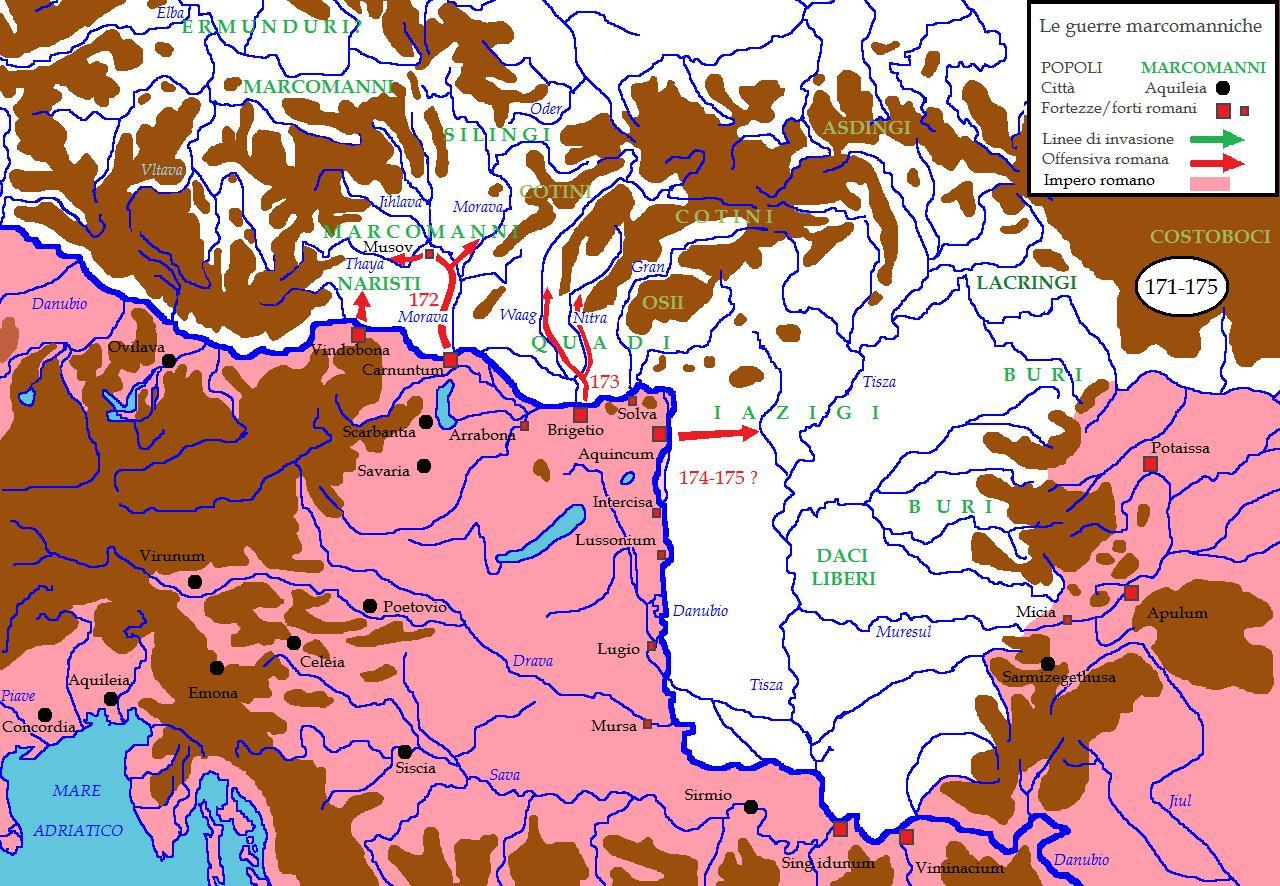
Les guerres marcomanes (171–175).

Banadaspus, Vanadaspus, Banadaspos ou Vanadaspos (en latin : Banadaspus ; en grec : Βανάδασπον) est le nom d'un roi iazyge du IIe siècle, cité brièvement par l'historien romain d'expression grecque Dion Cassius.
Son nom serait issu du vieil-iranien *wanat-aspa et signifierait « au cheval victorieux ».
Banadaspus participe à la guerre qui oppose sur le Danube divers peuples barbares, parmi lesquels les Quades, les Marcomans et les Daces, à l'Empire romain.
En 174, il est renversé et emprisonné par son peuple après avoir tenté de conclure un accord de paix avec l'empereur Marc Aurèle. Il est remplacé par un certain Zanticus qui, battu par les Romains, finira par leur demander la paix. Ces derniers acceptent mais imposent aux Iazyges de mettre à la disposition de l'Empire une force de 8 000 cavaliers ; 5 500 d'entre eux seront envoyés en Bretagne pour servir dans la Legio VI Victrix, et installés à proximité du limes, le mur d'Hadrien.

## Source primaire
- Dion Cassius, Histoire romaine, livre LXXI, 16 (lire en ligne)